# Association des bibliothèques publiques du Québec

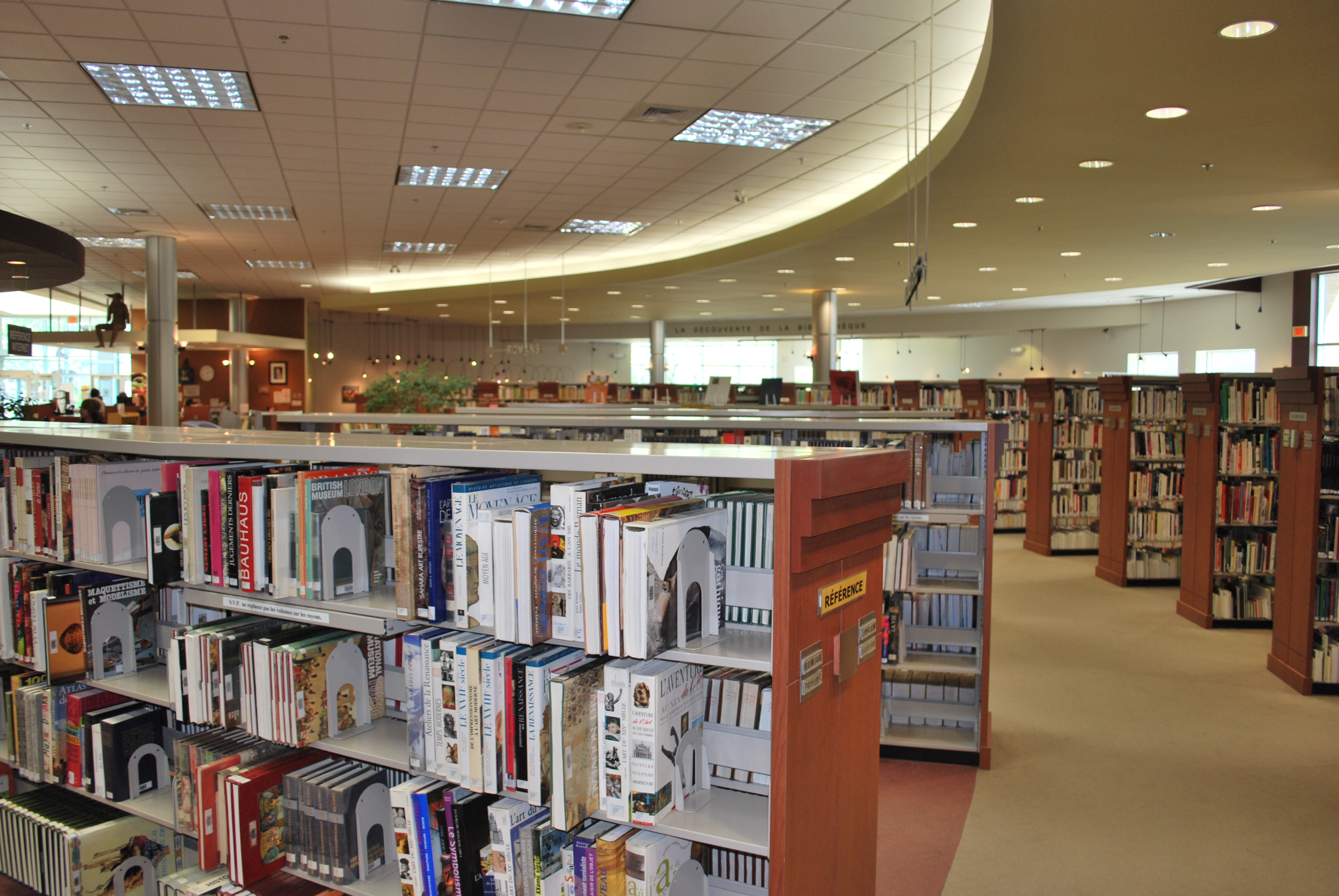
Bibliothèque de Chicoutimi au Saguenay Lac St-Jean

L’Association des bibliothèques publiques du Québec (ABPQ) est un organisme qui rassemble les bibliothèques publiques autonomes québécoises.

## Description
En 2023, l’Association des bibliothèques publiques du Québec regroupe 325 bibliothèques (189 municipalités de plus de 5 000 habitants et corporations membres) ce qui dessert plus de 84% de la population du Québec. Son rôle est de représenter les intérêts de ses membres et de promouvoir leurs services à la population. L’ABPQ s’assure aussi de défendre le rôle de la bibliothèque dans la société : « […] elle sensibilise les acteurs des différents paliers gouvernementaux à l’importance de la présence d’un service de bibliothèque qui donne au citoyen un accès démocratique au savoir, à la connaissance et à la culture ».

## Historique
Sa fondation remonte au 26 avril 1984 sous le nom de L’Association des directeurs et directrices de bibliothèques publiques du Québec (ADIBIPUQ),. L’Association avait pour objectifs de rassembler les directrices et directeurs de bibliothèques publiques québécoises et ainsi, permettre une concentration des expertises et des efforts pour répondre aux objectifs fixés et à la promotion des intérêts des bibliothèques publiques aux intervenants du milieu.
Au moment de la création de l'ADIBIPUQ, plusieurs de ses membres font déjà partie d'associations professionnelles en sciences de l'information, notamment l'Association pour l'avancement des sciences et des techniques de la documentation (ASTED) et l'Association des bibliothécaires du Québec/Québec Library Association  (ABQLA). L'ADIBIPUQ naît donc d'un désir d'obtenir une meilleure représentation des intérêts particuliers des bibliothèques publiques auprès de différentes instances gouvernementales, de favoriser le développement de la lecture publique et de pallier un certain manque découlant du démantèlement du Service des bibliothèques et de la Direction des bibliothèques publiques, autrefois rattachés au Ministère de la Culture.
Son nom a été modifié en 1995 pour devenir les Bibliothèques publiques du Québec (BPQ) et une autre fois en 2012 pour son nom actuel, L’Association des bibliothèques publiques du Québec (ABPQ). Elle dévoile à ce moment une toute nouvelle signature visuelle et propose un logo bleu, couleur de la connaissance, symbolisant l’ouverture, le regroupement et le numérique.
Au fil du temps l'ABPQ a connu plusieurs présidentes et présidents ; par ordre chronologique :
- Marie-Louise Simon, de 1984-1985
- Louise Guillemette-Labory, de 1985-1986
- Michelle Depuy, de 1986-1989
- Maud Lefebvre[10], de 1989-1992
- Jean Payeur de, 1992-1997
- Denis Boisvert, de 1997-2000
- Florian Dubois, de 2000-2002
- Micheline Perreault, de 2002-2004
- Suzanne Payette, de 2004-2013
- Stéphane Legault, de 2013-2017
- Chantal Brodeur[11], de 2017-2018
- Denis Chouinard, de 2018-2024
- Jean-François Fortin, depuis 2024[12].

## Mission, vision et valeurs
Avec pour objectif de faire la promotion des bibliothèques publiques du Québec et de ses divers services à la population, L'ABPQ s'est dotée d'une mission, d'une vision et de valeurs, qui représentent son étendard dans l'avancement et la sensibilisation pour les bibliothèques publiques.
- La mission de l’ABPQ est d’« exercer un leadership dans le but d’assurer le développement, le positionnement stratégique et le rayonnement des bibliothèques publiques du Québec »[14].
- La vision développée par l'ABPQ est d'être « au cœur des grands enjeux de la société, l’ABPQ est un levier indispensable pour le développement de bibliothèques publiques de qualité au Québec »[13].
- L'ABPQ promeut quatre grandes valeurs qui sont les suivantes : 
  - La bienveillance par un "souci d'adopter une posture accueillante, respectueuse et attentive aux besoins de nos membres et de nos partenaires et ce, en tout temps"[15].
  - La coopération par la « mise en place de mécanismes et d’outils favorisant les échanges ainsi que l’entraide entre les membres de l’Association »[16].
  - La vision par la "pertinence et l'avant-garde dans nos projets tournés vers le futur"[15].
  - L’équité avec le « traitement équitable et objectif de tous les membres, peu importe la taille de la population desservie ou la région d’appartenance »[16].

De façon plus globale, bien que le point de départ de l'ABPQ ait été de regrouper les bibliothèques publiques québécoises afin de faire valoir les intérêts de celles-ci et de favoriser un développement harmonieux de leurs services sur l'ensemble du territoire, sa mission s'élargit au fil du temps afin de mieux s'adapter aux besoins du public. Le principe d'accessibilité universelle, promu par le Manifeste de l'UNESCO sur la bibliothèque publique, se retrouve donc au cœur des préoccupations de l'ABPQ. D'autres concepts reliés, comme l'éducation et l'alphabétisation, l'accueil des nouveaux arrivants, le soutien communautaire, la bibliothèque tiers-lieu ou bien la lutte contre le fossé numérique, influencent aussi la mission de l'Association et contribuent à la mise sur pied de projets et d'initiatives variés.

## Programmes, évènements publics et initiatives

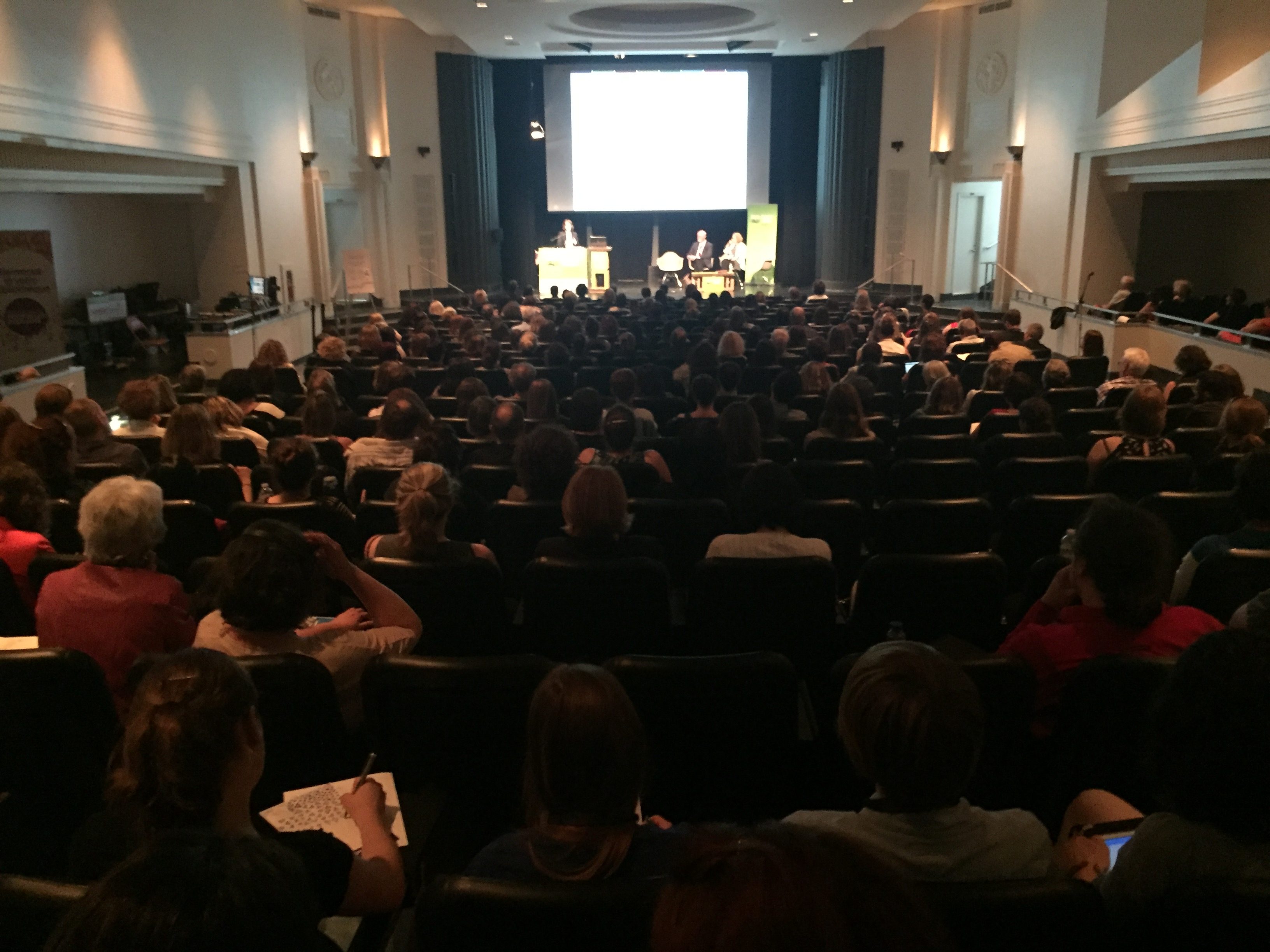
Conférence au Rendez-vous des bibliothèques publiques du Québec de 2016.

L'ABPQ est à l'origine de plusieurs programmes, évènements et initiatives reliés aux bibliothèques publiques, et collabore avec d'autres acteurs du milieu afin de les mettre en place. En voici quelques exemples:

### Le Rendez-vous des bibliothèques publiques du Québec
Le Rendez-vous des bibliothèques publiques du Québec, présenté annuellement depuis 2015 en partenariat avec les Bibliothèques de Montréal. Le Rendez-vous des bibliothèques publiques du Québec porte sur une thématique inspirante différente à chaque année et est une occasion de formation et de réseautages dédiées aux bibliothèques publiques, avec une programmation stimulante. Lors de ces journées de formation, plusieurs conférenciers locaux, nationaux et internationaux partagent leurs savoir-faire et leurs expériences afin d'alimenter la réflexion et les échanges. Dès sa deuxième édition, cet évènement attire plus de 300 participants et participantes annuellement. Dans un contexte de pandémie, l'ABPQ et les Bibliothèques de Montréal ont dû repousser l'édition de 2020, et ont adapté l'édition de 2021 afin d'offrir les conférences en mode virtuel. Les conférences sont offertes en formule hybride depuis 2022,,,,,,,,,.

### La Semaine des bibliothèques publiques
La Semaine des bibliothèques publiques, organisée en partenariat avec l'organisme Bibliopresto, Bibliothèque et Archives nationales du Québec (BAnQ) et le Réseau Biblio du Québec, qui a lieu tous les ans depuis 1998, lors de la troisième semaine du mois d'octobre. Celle-ci vise à souligner, valoriser et promouvoir le rôle qu'occupent les bibliothèques publiques au sein de la communauté. Des activités de nature diverse sont organisées dans différentes bibliothèques au courant de cette semaine, notamment des ateliers de bricolage, des animations et des périodes d'heure du conte.

### Biblio-Santé
Le programme Biblio-Santé, anciennement connu sous le nom de Biblio-Aidants, né en 2006 d'une initiative conjointe entre les bibliothèques de Repentigny, Charlemagne et L'Assomption, avant d'être repris par l'ABPQ et étendu à l'ensemble du Québec. Rebaptisé Biblio-Santé en 2021, le programme est actuellement utilisé dans 780 bibliothèques québécoises, ce qui inclut des bibliothèques publiques et des bibliothèques de santé. Le programme est constitué de quinze cahiers thématiques, chacun abordant une maladie ou un enjeu lié à la santé; on y retrouve entre autres des cahiers portant sur le cancer, la santé mentale, le deuil, le diabète, les troubles du spectre de l'autisme et les maladies du cœur. Les cahiers, disponibles en français et en anglais, proposent des listes de ressources informatives fiables recensées par des bibliothécaires. Ces ressources, qui s'adressent autant aux personnes touchées directement par une maladie ou un handicap qu'à leurs proches aidants, incluent des livres, des films et séries télévisées, des sites web et des organismes d'aide,,.

### Abolition des frais de retard en bibliothèque publiques
L'abolition des frais de retard en bibliothèques publiques est aussi soutenue par l'ABPQ, suivant la tendance du mouvement « Fine Free Library », né aux États-Unis, qui gagne du terrain depuis quelques années au Québec. La première bibliothèque québécoise à abolir ses frais retard est celle de Baie-Comeau, à la suite d'un projet pilote mené en 2019. En février 2021, l'ABPQ rapporte que 246 des 1068 bibliothèques publiques du Québec ont aboli leurs frais de retard. Un an plus tard, ce chiffre s'élève à 475, dont 451 proposent une abolition complète des frais de retard et 24 une abolition partielle. En 2024, des 675 bibliothèques publiques sur l'ensemble du territoire québécois sans frais de retard, dont 653 bibliothèques publique qui n'imposent plus de frais de retard et 22 qui ont aboli partiellement les frais de retard pour certaines catégories d'usagers et d'usagères. Ceci représente 65% des bibliothèques publiques de la province, qui desservent 79% de la population québécoise.

### Stratégie de littératie familiale en bibliothèque publique
En 2017, grâce à un soutien financier du Ministère de l’Éducation et de l’Enseignement supérieur, l’ABPQ entreprend le développement de sa Stratégie de littératie familiale en bibliothèque publique. Cette stratégie a trois objectifs principaux : 1) positionner les bibliothèques publiques comme acteurs essentiels et reconnus de la mise en œuvre des diverses compétences en littératie familiale ; 2) soutenir les bibliothèques dans le déploiement de leur programmation qui réponse à cette mission ; 3) positionner les bibliothèques publiques dans la trajectoire des familles, de la grossesse à l’entrée à la maternelle de l’enfant. Plusieurs programmes et initiatives existant de l’ABPQ s’inscrivent dans cette stratégie,, :
- Une naissance un livre
- Biblio-Jeux
- Biblio-Famille
- Biblio-Parents
- Trouve-Livre
- Club de lecture d'été.

L'ABPQ concluait le volet 1 de sa Stratégie de littératie familiale des bibliothèques publiques du Québec en 2022. Ce volet englobait les projets suivants:
- Refonte du programme Une naissance un livre
- Expansion nationale du volet 0-6 ans du programme Biblio-Jeux
- Déploiement du volet 6-12 ans du programme Biblio-Jeux
- Mise en œuvre du Trouve-Livre
- Développement de la formation Biblio-Famille
- Développement des ateliers Biblio-Famille
- Développement du programme Biblio-Parents
- Concertation en faveur de la littératie familiale auprès des partenaires du milieu de la santé, communautaire et municipal.

Le volet 2 verra les projets du volet s'étendre aux 0-12 ans, en plus de travailler sur un projet de grille graduées des premières lectures, entre autres.

#### Une naissance un livre
Le programme Une naissance un livre, lancé dans l'ensemble du Québec en 2001, à la suite d'une initiative du Regroupement des bibliothèques publiques de la Capitale-Nationale et de Chaudière-Appalaches. Le programme offre une petite trousse de lecture aux parents qui inscrivent leur enfant de moins d'un an à la bibliothèque; la trousse, dont le contenu a évolué à travers le temps, est généralement composée d'un petit livre pour enfants et de documentation pour les parents. La documentation fournie dans l'édition 2021 de la trousse inclut un recueil de comptines et un guide de lecture, préparés en collaboration avec le Département d'orthophonie de l'Université du Québec à Trois-Rivières (UQTR), ainsi qu'un numéro spécial de la revue Naître et grandir. En 2019, le programme atteignait 20 pour cent des enfants québécois, alors qu'on estimait que 20 000 trousses en français et 2500 en anglais étaient distribuées chaque année. Depuis 2019, le petit livre offert dans la trousse est une œuvre exclusive créée par des auteurs et illustrateurs Québécois,,,,. De plus, la page web du programme propose des ressources supplémentaires, incluant des suggestions de livres pour bébé, une liste des bibliothèques participantes par région.

#### Biblio-Jeux
Le programme Biblio-Jeux, né en 2014 d'un partenariat entre l'ABPQ et l'organisme Trois-Rivières en action et en santé, en collaboration avec le Département d'orthophonie de l'UQTR et avec le réseau des bibliothèques de Trois-Rivières. Depuis 2018, le programme est offert à l'ensemble des bibliothèques québécoises. En 2024, on compte 65 bibliothèques qui y participent. Le programme vise à favoriser la stimulation du langage, à l'oral et à l'écrit, par le jeu. L'Espace Biblio-Jeux est composé de 207 jeux, catégorisés selon huit "planètes" associées à différents aspects de la stimulation langagière ou à différents niveaux d'apprentissage, ainsi que de matériel d'accompagnement conçu par des orthophonistes du Département d'orthophonie de l'UQTR,. Biblio-Jeux offre également aux parents de l'information sur l'acquisition du langage et de la littérature, des stratégies à appliquer, ainsi que des suggestions de livres et d'activités. Initialement développé pour un public plus jeune, soit les enfants âgés de 6 mois à 6 ans, le programme offre depuis 2020 un volet s'adressant aux jeunes de 6 à 12 ans.

#### Biblio-Famille
Développé en 2019 et lancé en 2022, Biblio-Famille a pour objectif de développer le plein potentiel des tout-petits et de réduire les écarts de compétences lors de leur entrée à la maternelle. Biblio-Famille est composé d'un programme de formation et d'un programme d'ateliers. La formation Biblio-Famille s'adresse au personnel des bibliothèques publiques, est gratuites et entièrement en ligne. Elle est constituée de 5 modules composés de capsules et d'activités qui abordent l'animation d'activités de littératie familiale. Elle offre également des parcours de formation différentes en fonction du type d'emploi du personnel. Le programme des ateliers Biblio-Famille met à la disposition des bibliothèques publiques un outil clé en main d'activités de littératie familiale afin de faciliter la création, la planification et l'animation d'ateliers pour les enfants âgés entre 0 et 5 ans et leur famille. Les activités sont modulables en fonction de l'espace et des ressources disponibles de la bibliothèque.

#### Biblio-Parents
Biblio-Parents est une initiative toute nouvelle, développée en partenariat avec Naitre et grandir, qui s'inscrit dans le volet 2 de la Stratégie de littératie familiale de l'ABPQ. Biblio-Parents est une plateforme numérique de sélection d'ouvrages de qualité sur le thème de la grossesse. Simple et gratuite, cette plateforme vise à outiller les parents dans leur sélection de livres adaptés à leurs besoins d'information.

#### Trouve-Livre
Lancé en novembre 2022, le Trouve-Livre est une plate-forme simple et gratuite de découverte d'ouvrages jeunesse destinés aux enfants de 0 à 5 ans. L'initiative a pour objectif de soutenir les familles, le personnel en bibliothèque publique ainsi que les intervenants en petite enfance dans leurs recherches de lectures appropriées. La plateforme numérique contient près de 10 000 suggestions de lectures sélectionnées par du personnel qualifié, classées selon deux axes: l'âge de l'enfant et les thématiques. Trouve-Livre est un projet mené en partenariat avec Desjardins, Biblio-Presto, Services documentaires multimédias (SDM), Bibliothèques et Archives nationales du Québec (BANQ) et la Société de gestion de la banque de titre de langue française (BTLF),.

#### Club de lecture d'été québécois
En mai 2024, l'ABPQ annonçait l'obtention d'une aide financière du ministère de la Culture et des Communications afin de réaliser un Club de lecture d'été québécois. La particularité du Club de lecture proposé est une offre à l'échelle de la province et spécifiquement axé sur a culture québécoise, afin de valoriser les œuvres et les artistes d'ici. Le projet verra le jour en 2025.

## Membres et partenaires
L'ABPQ travaille en partenariat avec les différentes bibliothèques publiques du Québec, afin de mettre en place des programmes qui répondent aux besoins de la communauté. On peut retrouver une liste des différents membres sur le site Internet de l'Association. Les membres ont ainsi accès a un portail Extranet, depuis 2019, qui leur permet de communiquer entre eux afin de « partager leur savoir-faire en déposant sur l’Extranet des ressources pratiques en lien avec les bibliothèques publiques ». On retrouve aussi un espace pour les membres où ils ont accès à de l'information concernant les bibliothèques et où ils peuvent s'inscrire à des événements ou s'abonner aux programmes de l'ABPQ.
L'ABPQ est membre de la Fédération canadienne des associations de bibliothèques.

## Publications
L'ABPQ a également publié différents mémoires.
- Les bibliothèques publiques du Québec : des partenaires au sein des municipalités pour rejoindre et accompagner les 15-29 ans, le 13 décembre 2019[60].
- Forum national de consultation sur le projet de politique québécoise de la culture, allocution du 6 septembre 2017[61].
- Les bibliothèques publiques : au cœur de la réussite éducative des Québécois, le 9 novembre 2016[62].
- Renouvellement de la politique culturelle du Québec - allocution, le 17 juin 2016[63].
- Renouvellement de la politique culturelle du Québec, le 6 mai 2016[64].
- Avis sur le projet de loi no 47, Loi modernisant la gouvernance de Bibliothèque et Archives nationales du Québec, le 2 juin 2015[65].

- La réglementation du prix de vente au public des livres neufs imprimés et numériques : position de l'ABPQ, le 19 août 2013[66].
- Commentaires et réflexions de l’Association des bibliothèques publiques du Québec sur le Livre blanc municipal publié par l’Union des municipalités du Québec en novembre 2012, le 8 mars 2013[67].
- Les municipalités de demain : la bibliothèque publique au service de la société du savoir et des citoyens, en avril 2011[68].
- Présence du numérique dans les bibliothèques publiques québécoises – des conditions gagnantes, en septembre 2010[69].